# Renault 10CV
Renault 10CV est l’appellation commerciale d'une automobile de la marque Renault produite de 1903 à 1912 puis de 1919 à 1933.

## Première génération

### Historique
Après les types U (1903–1904) et Y (1905–1906), Renault présente un nouveau modèle en 1905, le Type AH, qui reprend le châssis du type X et qui reçoit un nouveau moteur d'une cylindrée de 2 120 cm3.
En 1909, le précédent modèle est remplacé par le type BK qui reçoit un moteur monobloc d'une cylindrée de 1 690 cm3.

### Types
- Renault Type AH (1905–1907)
- Renault Type AM (1907–1909), nommée 10/14CV
- Renault Type BK (1909–1912)

## Deuxième génération
Durant sa carrière, la voiture a connu des évolutions, correspondant à plusieurs types différents :
- Renault Type GS (1919–1920)
- Renault Type IC (1921)
- Renault Type IG (1920–1921)
- Renault Type II (1921–1923)
- Renault Type IM (1921–1922)
- Renault Type JR (1922, Taxi)